# Macroglossum nigellum
Macroglossum nigellum là một loài bướm đêm thuộc họ Sphingidae, chi Macroglossum.

## Phụ loài
- Macroglossum nigellum nigellum
- Macroglossum nigellum integrifasciatum Hogenes & Treadaway, 1996
- Macroglossum nigellum speideli Eitschberger, 2006